# Regió d'ultramar
Les regions d'ultramar (ROM) o departaments d'ultramar (DOM) són unes divisions administratives franceses aplicades als territoris situats fora de la França europea i integrats a la República francesa amb les mateixes competències que les regions i departaments al continent europeu. Són:
- Guadeloupe
- Guaiana
- Martinica
- Illa de la Reunió
- Mayotte, que l'any 2011 va esdevenir una regió d'ultramar francesa.[1]

Un antic departament d'ultramar és:
- Saint-Pierre i Miquelon, des de 1976 fins a 1985. Ara és una col·lectivitat d'ultramar.

Són antigues colònies franceses des del segle xvii. L'any 1946 van passar a ser departaments d'ultramar. Com a resultat de la revisió constitucional francesa del 2003 la denominació va passar a ser regions d'ultramar constituïdes per un únic departament. Popularment continuen sent conegudes més com a departaments amb les sigles DOM.
Com a territoris de la República francesa, tenen representació a l'Assemblea Nacional i al Senat, participen en les eleccions presidencials i elegeixen un membre al Parlament Europeu. A la Unió Europea tenen un estatus de regions ultraperifèriques, i la moneda de curs legal és l'euro.